# Jiří Jeslínek (1962)
Jiří Jeslínek (* 16. dubna 1962, Praha) je bývalý český fotbalista, obránce, reprezentant Československa.
Je odchovancem pražské Slávie, kde začínal ligovou kariéru. Vojnu strávil v Dukle a Chebu. Po vojně se vrátil do Slávie, později působil znovu v Chebu a chorvatském Hajduku Split, po návratu ze zahraničního angažmá strávil sezónu ve Spartě Praha, Hradci Králové a kariéru končil v Dukle Praha.
Za československou reprezentaci odehrál 4. září 1985 přátelské utkání s Polskem v Brně, které skončilo výhrou 3-1.